# Aneta Kučmová
Aneta Kučmová (* 23. Mai 2000 als Aneta Kladivová) ist eine tschechische Tennisspielerin.

## Karriere
Kučmová begann mit fünf Jahren das Tennisspielen und bevorzugt Sandplätze. Sie spielt hauptsächlich Turniere auf der ITF Women’s World Tennis Tour, wo sie bislang vier Titel im Einzel und 13 im Doppel gewinnen konnte. Den sechsten Titel gewann sie am 10. November 2024 beim ITF-Turnier in Ismaning zusammen mit Aneta Laboutková. Im Finale besiegten sie das Paar Isabelle Haverlag und Carole Monnet 4:6, 6:4, 10:7.

## Turniersiege

### Einzel
| Nr. | Datum              | Turnier          | Kategorie | Belag | Finalgegnerin    | Ergebnis |
| --- | ------------------ | ---------------- | --------- | ----- | ---------------- | -------- |
| 1.  | 29. Mai 2022       | Krško            | ITF W15   | Sand  | Kristina Novak   | 7:5, 6:1 |
| 2.  | 12. Juni 2022      | Banja Luka       | ITF W15   | Sand  | Katarína Kužmová | 6:3, 6:2 |
| 3.  | 7. August 2022     | Eupen            | ITF W25   | Sand  | Marie Benoît     | 7:5, 6:4 |
| 4.  | 22. September 2024 | Nogent-sur-Marne | ITF W15   | Sand  | Mariella Thamm   | 6:3, 6:1 |

### Doppel
| Nr. | Datum              | Turnier             | Kategorie   | Belag             | Partnerin         | Finalgegnerinnen                     | Ergebnis           |
| --- | ------------------ | ------------------- | ----------- | ----------------- | ----------------- | ------------------------------------ | ------------------ |
| 1.  | 24. September 2016 | Brünn               | ITF $10.000 | Sand              | Aneta Laboutková  | Maja Chwalińska Paulina Czarnik      | 7:65, 3:6, [12:10] |
| 2.  | 29. Mai 2022       | Krško               | ITF W15     | Sand              | Manca Pislak      | Wiktorija Borodulina Sashi Kempster  | 6:1, 6:2           |
| 3.  | 18. Juni 2022      | Česká Lípa          | ITF W60     | Sand              | Karolína Kubáňová | Nuria Brancaccio Despina Papamichail | 6:2, 7:69          |
| 4.  | 6. August 2022     | Eupen               | ITF W25     | Sand              | Misaki Matsuda    | Fernanda Labraña Anna Turati         | 7:63, 6:3          |
| 5.  | 17. Juni 2023      | Říčany              | ITF W60     | Sand              | Karolína Kubáňová | Martina Colmegna Anna Klasen         | 4:6, 6:3, [10:4]   |
| 6.  | 18. Mai 2024       | Villach             | ITF W35     | Sand              | Nika Radišić      | Karolína Kubáňová Renata Voráčová    | 6:1, 6:4           |
| 7.  | 1. Juni 2024       | Klagenfurt          | ITF W35     | Sand              | Nika Radišić      | Kaylah McPhee Nina Vargová           | 6:3, 7:5           |
| 8.  | 27. Juli 2024      | Horb am Neckar      | ITF W35     | Sand              | Nika Radišić      | Alina Tscharajewa Yūki Naitō         | 6:4, 6:73, [10:2]  |
| 9.  | 10. November 2024  | Ismaning            | ITF W75     | Teppich           | Aneta Laboutková  | Isabelle Haverlag Carole Monnet      | 4:6, 6:4, [10:7]   |
| 10. | 25. Januar 2025    | Esch an der Alzette | ITF W35     | Hartplatz (Halle) | Aneta Laboutková  | Veronika Podrez Marine Szostak       | 6:3, 6:2           |
| 11. | 29. März 2025      | Terrassa            | ITF W35     | Sand              | Caroline Werner   | Alina Tscharajewa Yasmine Mansouri   | 3:6, 6:1, [10:6]   |
| 12. | 12. April 2025     | Bellinzona          | ITF W75     | Sand              | Sapfo Sakellaridi | Jenny Dürst Elizabeth Mandlik        | 7:63, 3:6, [10:2]  |
| 13. | 27. Juni 2025      | Tarvis              | ITF W35     | Sand              | Daria Kuczer      | Dalila Jakupović Nika Radišić        | 2:6, 6:1, [13:11]  |